# Biagio Bartalini
Biagio Bartalini (Torrita di Siena, 1746 – Siena, 10 giugno 1822) è stato un botanico e medico italiano.

## Biografia
Bartalini è stato il direttore del Giardino botanico di Siena dal 1782 al 1822. Trasformò l'antico giardino botanico (fondato nel 1588) nel giardino botanico dell'università. Arricchì il giardino con migliaia di nuove specie.
Bartalini ottenne nel 1786 la cattedra di scienze naturali dell'Università di Siena.
Curò la preparazione nel 1776 del Catalogo delle piante dei dintorni di Siena, che è uno dei primi testi in Italia, e primo in Toscana, a utilizzare, accanto alla tradizionale classificazione di Tournefort, quella binomiale proposta da Linneo (1707-1778). È stato presidente dell'Accademia dei Fisiocritici dal 1815 al 1819.

## Opere
- Ragguaglio di alcune produzioni naturali dell'agro sanese
- Catalogo delle piante che nascono spontaneamente intorno alla città di Siena